# Nuoto ai campionati mondiali di nuoto 2011 - Staffetta 4x100 metri stile libero femminile
La staffetta 4x100 metri stile libero femminile ai campionati mondiali di nuoto 2011 si è svolta presso lo Shanghai Oriental Sports Center di Shanghai, in Cina.
Le qualifiche per la finale si sono svolte la mattina del 24 luglio 2011, mentre la finale si è svolta la sera dello stesso giorno.

## Medaglie
| Posizione | Oro                                                                                 | Argento                                                                                  | Bronzo                                                     |
| --------- | ----------------------------------------------------------------------------------- | ---------------------------------------------------------------------------------------- | ---------------------------------------------------------- |
| Paese     | Paesi Bassi                                                                         | Stati Uniti                                                                              | Germania                                                   |
| Atleti    | Inge Dekker Ranomi Kromowidjojo Marleen Veldhuis Femke Heemskerk Maud Van Der Meer* | Natalie Coughlin Missy Franklin Jessica Hardy Dana Vollmer Amanda Weir* Kara Lynn Joyce* | Britta Steffen Silke Lippok Lisa Vitting Daniela Schreiber |

## Record
Prima della manifestazione il record del mondo (RM) e il record dei campionati (RC) erano i seguenti.
| Record mondiale       | 3'31"72 | Paesi Bassi | 26 luglio 2009 Roma, Italia |
| Record dei campionati | 3'31"72 | Paesi Bassi | 26 luglio 2009 Roma, Italia |

Durante la competizione non sono stati migliorati record.

## Risultati batterie
| Pos. | Nazione       | Atlete | Tempo   | Batteria | Corsia | Note |
| ---- | ------------- | --- | ------- | -------- | ------ | ---- |
| 1    | Stati Uniti   | Amanda Weir (54.35) Missy Franklin (1:47.92) Kara Lynn Joyce (2:42.02) Jessica Hardy (3:35.64)                           | 3:35.64 | 2        | 4      |      |
| 2    | Paesi Bassi   | Marleen Veldhuis (54.41) Ranomi Kromowidjojo (1:48.07) Maud Van Der Meer (2:42.77) Femke Heemskerk (3:35.76)             | 3:35.76 | 1        | 2      |      |
| 3    | Cina          | Zhesi Li (54.47) Shijia Wang (1:49.07) Jiaying Pang (2:43.54) Yi Tang (3:37.14)                                          | 3:37.14 | 2        | 5      |      |
| 4    | Germania      | Britta Steffen (54.86) Silke Lippok (1:49.09) Lisa Vitting (2:43.75) Daniela Schreiber (3:37.28)                         | 3:37.28 | 1        | 5      |      |
| 5    | Australia     | Kelly Stubbins (54.96) Merindah Dingjan (1:49.32) Yolane Kukla (2:44.38) Marieke Guehrer (3:38.35)                       | 3:38.35 | 1        | 4      |      |
| 6    | Canada        | Victoria Poon (54.79) Erica Morningstar (1:50.03) Chantal Vanlandeghem (2:44.36) Genevieve Saumur (3:38.80)              | 3:38.80 | 1        | 3      |      |
| 7    | Giappone      | Yayoi Matsumoto (54.82) Haruka Ueda (1:48.95) Hanae Itō (2:43.70) Natsuki Hasegawa (3:39.28)                             | 3:39.28 | 2        | 3      |      |
| 8    | Danimarca     | Pernille Blume (54.82) Mie Nielsen (1:50.17) Lotte Friis (2:46.16) Jeanette Ottesen (3:39.48)                            | 3:39.48 | 1        | 7      |      |
| 9    | Regno Unito   | Amy Smith (54.98) Francesca Halsall (1:48.33) Caitlin Mcclatchey (2:44.15) Rebecca Turner (3:39.74)                      | 3:39.74 | 2        | 6      |      |
| 10   | Svezia        | Ida Markovarga (55.45) Gabriella Fagundez (1:49.76) Michelle Coleman (2:44.32) Petra Granlund (3:40.45)                  | 3:40.45 | 1        | 6      |      |
| 11   | Russia        | Veronika Popova (54.95) Margarita Nesterova (1:50.07) Natalya Lovtsova (2:45.90) Elena Sokolova (3:40.73)                | 3:40.73 | 2        | 2      |      |
| 12   | Bielorussia   | Aljaksandra Herasimenja (54.14) Sviatlana Khakhlova (1:49.69) Yana Parakhouskaya (2:47.07) Yuliya Khitraya (3:43.41)     | 3:43.41 | 2        | 7      |      |
| 13   | Brasile       | Tatiana Lemos Barbosa (55.68) Daynara De Paula (1:52.06) Flavia Delarolicazziolato (2:48.79) Michelle Lenhardt (3:44.62) | 3:44.62 | 2        | 8      |      |
| 14   | Nuova Zelanda | Natasha Hind (55.49) Amaka Gessler (1:50.49) Sophia Batchelor (2:49.31) Penelope May Marshall (3:44.99)                  | 3:44.99 | 2        | 1      |      |

## Finale
| Pos. | Nazione     | Atlete | Corsia | Tempo   | Note |
| ---- | ----------- | --- | ------ | ------- | ---- |
|      | Paesi Bassi | Inge Dekker (54.91) Ranomi Kromowidjojo (1:48.17) Marleen Veldhuis (2:41.50) Femke Heemskerk (3:33.96)    | 5      | 3:33.96 |      |
|      | Stati Uniti | Natalie Coughlin (54.09) Missy Franklin (1:47.08) Jessica Hardy (2:41.20) Dana Vollmer (3:34.47)          | 4      | 3:34.47 |      |
|      | Germania    | Britta Steffen (54.51) Silke Lippok (1:48.68) Lisa Vitting (2:42.53) Daniela Schreiber (3:36.05)          | 6      | 3:36.05 |      |
| 4    | Cina        | Zhesi Li (54.35) Shijia Wang (1:48.88) Jiaying Pang (2:43.24) Yi Tang (3:36.36)                           | 3      | 3:36.36 |      |
| 5    | Australia   | Bronte Barratt (54.81) Marieke Guehrer (1:49.18) Merindah Dingjan (2:43.32) Alicia Coutts (3:36.75)       | 2      | 3:36.75 |      |
| 6    | Canada      | Victoria Poon (54.74) Genevieve Saumur (1:50.21) Chantal Vanlandeghem (2:43.97) Julia Wilkinson (3:38.42) | 7      | 3:38.42 |      |
| 7    | Giappone    | Haruka Ueda (54.98) Yayoi Matsumoto (1:48.98) Hanae Itō (2:43.92) Natsuki Hasegawa (3:39.55)              | 1      | 3:39.55 |      |
| 8    | Danimarca   | Pernille Blume (54.63) Mie Nielsen (1:49.86) Jeanette Ottesen (2:43.62) Lotte Friis (3:39.74)             | 8      | 3:39.74 |      |